# Anguloa acostae
Anguloa acostae är en orkidéart som beskrevs av Henry Francis Oakeley. Anguloa acostae ingår i släktet Anguloa och familjen orkidéer.
Artens utbredningsområde är Colombia. Inga underarter finns listade i Catalogue of Life.